# Javier Chourraut Burguete
Javier Chourraut Burguete   (Lintzoain, 3 de desembre de 1935) és un polític navarrès. Va ser alcalde de Pamplona dos cops, amb dues formacions polítiques diferents: entre 1987 i 1991, amb Unió del Poble Navarrès, i entre 1995 i 1999, amb Convergència de Demòcrates de Navarra.
El 1979 va ser un dels fundadors d'Unió del Poble Navarrès. El 1987 pren el relleu com a Alcalde de Pamplona de Julián Balduz Calvo (PSN-PSOE). El 1991, Unió del Poble Navarrès, en plena lluita interna entre «històrics»(entre els quals es trobava Chourraut) i «renovadors» (facció encapçalada llavors per Juan Cruz Alli Aranguren i Miguel Sanz Sesma), li va arrabassar la candidatura i va posar en el seu lloc a Alfredo Jaime Irujo, que seria alcalde.
El 1995, i malgrat anteriors discrepàncies, va acompanyar Juan Cruz Alli Aranguren en la seva escissió i creació d'un nou partit, Convergència de Demòcrates de Navarra, encapçalant la candidatura a l'alcaldia de Pamplona. Va ser de nou batlle en el període 1995-1999 gràcies al Pacte Tripartit entre CDN, PSN-PSOE, i Esquerra Unida de Navarra. CDN va passar llavors de 0 a 6 regidors, sent la segona força política després d'Unió del Poble Navarrès, (9 regidors).

## Primera alcaldia (1987-1991)
A les eleccions municipals de 1987, UPN empata a nombres de regidors amb el PSN-PSOE a 7, però els regionalistes van obtenir solament 150 vots més que els socialistes, la qual cosa els va fer llista més votada.
En la sessió d'investidura, el candidat regionalista Chourraut, solament aconsegueix el suport del seu grup de UPN amb els 7 vots, ja que ni tan sols li donà suport Alianza Popular ni Unió Demòcrata Foral, tots dos amb un regidor cadascun. Els altres van votar al seu cap de llista. En existir empat entre els dos partits, UPN va obtenir l'alcaldia.

## Segona alcaldia (1995-1999)
En les eleccions de 1995, UPN amb Santiago Cervera al capdavant, va obtenir 10 regidors dels 27 que es compon el consistori pamplonès. Chourraut ja en Convergència de Demòcrates de Navarra va obtenir 6 regidors i segona força política a l'ajuntament, per darrere el PSOE amb 5 i IU i HB cadascun amb 3.
Un pacte progressista per a la ciutat - CDN, PSN-PSOE i la IUN-NEB - es van unir i donaren suport la candidatura de Chourraut (CDN). Gràcies al pacte tripartit CDN, PSN, IU, l'ajuntament de Pamplona va poder estar governat per la majoria absoluta, amb un pacte que també es traslladaria al Govern de Navarra però que tan solament duraria un any escàs.
En 1995, i malgrat anteriors discrepàncies, va acompanyar Juan Cruz Alli Aranguren en la seva escissió d'i creació d'un nou partit, Convergència de Demòcrates de Navarra, encapçalant la candidatura a l'alcaldia de Pamplona i sent de nou alcalde en el període 1995-1999 gràcies al Pacte Tripartit entre CDN, PSN-PSOE, i Esquerra Unida de Navarra. CDN va passar llavors de 0 a 6 regidors, sent la segona força política després d'Unió del Poble Navarrès, (9 regidors).
En 1999, va tornar a encapçalar la llista de Convergència de Demòcrates de Navarra, però únicament va obtenir 3 regidors i Unió del Poble Navarrès, amb Yolanda Barcina Angulo com a candidata, va accedir a l'alcaldia.
Al maig de 2002, va dimitir com a regidor i Portaveu de Convergència de Demòcrates de Navarra i es va retirar de la vida política. Ha sigut un històric component de la corporació municipal pamplonesa com Javier Ayesa, Julián Balduz i Iñaki Cabasés.
Va ser l'alcalde que es va retirar amb més edat (64 anys), en 1999; i regidor més major d'edat fins al moment, (67 anys), ja que es va retirar a aquesta edat en 2002.